# Johann Baptist Bayl
Johann Baptist Bayl (* 20. September 1811 in Hallstadt; † nach 1883) war ein deutscher Verwaltungsjurist und Politiker.

## Leben
Bayl studierte Rechtswissenschaften und wurde 1839 Akzessist am Appellationsgericht in Eichstätt. Im Jahr 1841 wechselte er als Kabinettsrat in die Geheime Kabinettskanzlei des Fürstentums Hohenzollern-Hechingen. 1846 war er landesherrlicher Landtagskommissar der Hechinger Landesdeputation. 1850 wurde er Kabinettsrat, ordentliches Mitglied der Regierung sowie des Appellationsgerichts Hechingen und wurde danach wegen des Übergangs Hohenzollern-Hechingen auf Preußen auf Wartegeld gesetzt, 1852 erfolgte dann die Verwendung bei der Regierung in Koblenz und von 1854 bis 1883 als Regierungsrat in Aachen, danach wurde er in den Ruhestand versetzt.
Er war katholisch. Von 1851 bis 1852 vertrat er den Wahlkreis Hohenzollern im Preußischen Abgeordnetenhaus. Er gehörte zur politischen Rechten.